# Lista de obras audiovisuais relacionadas a fenômenos espíritas
Aqui estão listados em ordem cronológica filmes, seriados, telenovelas e musicais que contém de alguma forma os chamados fenômenos espíritas. Alguns deles foram baseados em livros espíritas ou em personalidades expoentes da Doutrina Espírita.

## Filmes
- Joelma 23º Andar (1979), filme brasileiro dirigido por Clery Cunha e protagonizado por Beth Goulart, baseado na obra "Somos Seis", psicografada por Francisco Cândido Xavier. É o primeiro no país com temática espírita e o único que retratou o incêndio do Edifício Joelma que deixou 179 mortos e mais de 300 feridos (1 de fevereiro de 1974).

- O Médium (1983), filme brasileiro dirigido por Paulo Figueiredo, narra a história de Adriano Jordão, um médico auxiliado espiritualmente em suas cirurgias.

- Ghost (Ghost: Do Outro Lado da Vida - 1990) é um filme estadunidense do gênero romance, dirigido por Jerry Zucker e com roteiro de Bruce Joel Rubin. Estrelado por Patrick Swayze, Demi Moore e Whoopi Goldberg. Ganhou Óscar de Melhor Roteiro Original e de Melhor Atriz Coadjuvante. Em 2010, foi lançado um remake japonês de Ghost, intitulado Ghost: In Your Arms Again (ゴースト もういちど 抱きしめ たい, Gōsuto Mouichido Dakishimetai).

- O Espiritismo - De Kardec aos Dias de Hoje (1995), o filme brasileiro com atuação de Ednei Giovenazzi no papel de Allan Kardec e narração por Aracy Balabanian, traz uma visão geral sobre os preceitos básicos da Doutrina Espírita e sua contribuição para o progresso e a felicidade do ser humano. Abrangendo desde as obras que compõem a Codificação do Espiritismo por Kardec, ao Movimento Espírita do momento em que o filme foi lançado.

- The Sixth Sense (O Sexto Sentido - 1999) é um filme estadunidense de horror psicológico, escrito e dirigido por M. Night Shyamalan. Conta a história de Cole Sear (Haley Joel Osment), um menino incomodado e isolado que é capaz de ver e falar com os mortos, e um psicólogo infantil igualmente perturbado (Bruce Willis), que tenta ajudá-lo. O filme foi indicado a seis Óscars, incluindo o de Melhor Filme.

- Yesterday's Children (Minha Vida na Outra Vida - 2000), filme estadunidense baseado no livro autobiográfico de Jenny Cockell. O filme conta a história de Jenny (Jane Seymour), uma mulher que tem visões e sonhos de sua encarnação anterior, como Mary, uma mulher irlandesa que faleceu em 1932, aos 37 anos. Intrigada, Jenny viaja dos EUA para a Irlanda, em busca de seus filhos da encarnação passada.

- The Others (Os Outros - 2001) é um filme de suspense hispano-franco-norte-americano, realizado por Alejandro Amenábar, com Nicole Kidman no papel principal. Embora não se trate de um filme totalmente de acordo com os princípios da doutrina, ele retrata uma casa considerada mal-assombrada por fenômenos mediúnicos de efeitos físicos, além de retratar a  mediunidade da psicografia e da vidência.

- Just Like Heaven (E se fosse verdade… - 2005) é um filme estadunidense do gênero comédia romântica, com temática espírita (desdobramento), estrelado por Reese Witherspoon, Mark Ruffalo e Jon Heder. É baseado no livro Et si c'était vrai de Marc Levy. Bollywood lançou o filme I See You com uma história similar.

- Eurípedes Barsanulfo - Educador e Médium (2006), é um filme brasileiro do gênero documentário, dirigido por Oceano Vieira de Melo e narrado pelo ator Lima Duarte. Conta a história de Eurípedes Barsanulfo, um grande expoente do Espiritismo e da Educação Escolar no Brasil.

- Bezerra de Menezes - O Diário de um Espírito (2008), filme brasileiro dirigido por Glauber Filho e Joe Pimentel. Narra a história de Bezerra de Menezes, o "médico dos pobres". Nas 27 semanas em que esteve em cartaz, de agosto de 2008 a março de 2009 foi visto por mais de 500 mil espectadores.[1]

- Passageiros (no original em inglês Passengers) é um filme de suspense de 2008, protagonizado por Anne Hathaway e Patrick Wilson, com direção de Rodrigo García.

- A Christmas Carol (Os Fantasmas de Scrooge - 2009) é um filme infanto-juvenil, comédia dramática de Natal estadunidense de animação digital 3D em captura de movimento, escrito e dirigido por Robert Zemeckis. É uma adaptação da história de mesmo nome de Charles Dickens e estrelado por Jim Carrey em uma infinidade de papéis, incluindo Ebenezer Scrooge como um homem jovem, de meia-idade e idoso, e os três espíritos que assombram e esclarecem Scrooge.[2]

- The Lovely Bones (Um Olhar do Paraíso - 2009), filme britânico-neozelandês-norte-americano dirigido por Peter Jackson, baseado livro homônimo escrito por Alice Sebold. O enredo mostra a história de uma menina que, depois de assassinada, ajuda o pai a desvendar o crime e passa por dificuldades em aceitar sua desencarnação.

- Chico Xavier (2010), filme brasileiro protagonizado por Nelson Xavier e Ângelo Antônio. Narra a biografia do mais famoso e aclamado médium brasileiro, Francisco Cândido Xavier, tendo alcançado a marca de 3,5 milhões de espectadores nos cinemas.[1] O longa foi posteriormente adaptado como minissérie pela Rede Globo e exibido entre 25 e 28 de janeiro de 2011.

- Nosso lar (2010), filme brasileiro dirigido por Wagner de Assis, com base no livro homónimo (Nosso Lar) psicografado por Francisco Cândido Xavier, retrata a vida após a morte na colônia espiritual Nosso Lar. Foi distribuído pela 20th Century Fox e tem a trilha sonora composta por Philip Glass. Alcançou a marca de mais de 4 milhões de espectadores nos cinemas.[3]

- As Cartas Psicografadas por Chico Xavier (2010), filme brasileiro do gênero documentário, dirigido por Cristiana Grumbach mostrando o testemunho de famílias que receberam notícias de seus entes queridos falecidos por meio de cartas psicografadas por Francisco Cândido Xavier. Foi selecionado para participar da mostra competitiva do 3º Festival Paulínia de Cinema, para o 38º Festival de Cinema de Gramado e para a 5ª Mostra de Cinema de Ouro Preto.[4]

- O Último Romance de Balzac (2010), filme brasileiro dirigido por Geraldo Sarno, baseado na obra do psicólogo Osmar Ramos Filho chamada "O Avesso de um Balzac Contemporâneo", que consiste em uma análise positiva sobre o livro psicografado por Waldo Vieira intitulado "Cristo Espera por Ti", cuja autoria é atribuída ao espírito de Honoré de Balzac.[5]

- As Mães de Chico Xavier (2011), filme brasileiro dirigido por Glauber Filho e Halder Gomes, com roteiro dos mesmos diretores baseado no livro "Por Trás do Véu de Ísis", de Marcel Souto Maior. Narra a história de três mães que, após perderem os filhos, recorrem a Francisco Cândido Xavier na esperança de receberem mensagens do plano espiritual.

- Hereafter (Além da Vida - 2011), filme estadunidense dirigido por Clint Eastwood, mostra o ator Matt Damon como um médium que passa por dificuldades em conviver com seu dom e a atriz Cécile de France como uma jornalista que passa por uma experiência de quase-morte no tsunami de 2004.

- O Filme dos Espíritos (2011), filme brasileiro com o roteiro livremente baseado em "O Livro dos Espíritos" (primeira obra da Codificação Espírita). Conta a história do psiquiatra Bruno Alves (Reinaldo Rodrigues), que após perder a mulher, vítima de câncer, se vê completamente abalado e com vontade de se suicidar, até que ele entra em contato com "O Livro dos Espíritos" e daí então começa uma jornada em busca de sua felicidade a partir da compreensão da vida espiritual pelo Espiritismo.
- Estreia o 1º Festival de Cinema Transcendental, em Brasília, coordenação de Lucas de Pádua

- E a Vida Continua... (filme) (2012), filme brasileiro dirigido por Paulo Figueiredo, com base no livro homônimo (E a Vida Continua...) psicografado por Francisco Cândido Xavier. Narra a trajetória do casal Ernesto e Evelina após a morte.

- Cloud Atlas (A Viagem - 2012), filme estadunidense-alemão dirigido por Andy, Lana Wachowski e Tom Tykwer; que embora não seja totalmente de acordo com a Doutrina, divulga alguns princípios adotados por ela: imortalidade da alma; reencarnação; lei de causa e efeito; lei do progresso e pluralidade dos mundos habitados; além de abordar outras questões relacionadas ao Espiritismo, como a obsessão espiritual.[6]
- (2012) 2º Festival de Cinema Transcendental, em Brasília, coordenação de Lucas de Pádua
- (2013) 3º Festival de Cinema Transcendental, em Brasília, coordenação de Lucas de Pádua  (2013) Lançamento do Portal Reação, de documentários sobre casos assistenciais, Brasília  (2013) Lançamento do filme O Anjo - Marcelo Niess
- (2014) Documentário: A data limite de Chico Xavier  - direção? Pozzati Filmes  filme: Causa e Efeito, direção: André Marouço  4º Festival de Cinema Transcendental, em Brasília, coordenação de Lucas de Pádua
- 2015  (mar) lançamento do canal do youtube do Amigos da Luz de  vídeos de Humor e Espiritismo.  (ago) Lançamento na FEB da exposição sobre cinema espírita: Luz além da Tela, Brasília  (ago) Inicio de Cine debates na FEB   5º Festival de Cinema Transcendental, em Brasília, coordenação de Lucas de Pádua  Lançamento do curta Agora Já foi da Federação Espírita do Amapá- FEAP, roteiro e direção: Manuela Oliveira  novela: "Além do Tempo" (2015), produzida pela TV Globo,apresenta temas espíritas, como reencarnação.
- ano 2016  filme: Deixa-me Viver, direção: Clóvis Vieira  Lançamento do Programa Arte Arte Espírita, na Febtv, Brasília  (setembro) - Cine Debate sobre o filme Malévola na Febtv, Brasília  6º Festival de Cinema Transcendental, em Brasília, coordenação de Lucas de Pádua  (mai) - curta Deixa-me Viver: direção: Cleiton Freitas, Brasília  (jun) Curta: último Dia - direção - Rafael Vargas  (set) Cinesp - Mostra de Audiovisual das Evangelizações Espíritas (CE)
- ano 2017  (mar) Criação de curso de audiovisual espírita para mocidades espíritas, coordenado por Cleiton Freitas em Brasília.  (mai) 7ª Festival de Cinema Transcendental em Brasília  (mai) filmagem do 1º Curta metragem espírita entre Brasil e Portugal, filmado em Portugal (direção: Cleiton Freitas, Rafael Vargas, Renata e Ângela)  (mai) workshop sobre audiovisual espírita na Federação Espírita Portuguesa em Portugal  (jun) 1ª Mostra de Curtas Espíritas na Comunhão Espírita de Brasília  (jun) Seminário sobre Cinema e Espiritismo, uma relação possível de Andrei Renato, durante o Fórum Nacional de Arte Espírita em Goiânia  (jun) Seminário sobre audiovisual Espírita a serviço do Espiritismo de Claiton de Freitas, durante o Fórum Nacional de Arte Espírita em Goiânia  (jun) 7º Festival de Cinema Transcendental, em Brasília, coordenação de Lucas de Pádua  (ago) Cine debate na FEB - Filme A cabana, Brasília-DF  (ago) Documentário metalinguístico: Chico Xavier, um amigo, direção de Cleiton Freitas  (out) Filme: A menina índigo - direção Wagner de Assis  Documentário Espiritismo à Francesa - direção Ery Lopes  Viva - A Vida é uma Festa, direção: drian Molina, Lee Unkrich
- ano 2018  (jan) Oficina de audiovisual espírita no Congresso Espírita de João Pessoa  (março) Oficina de audiovisual espírita no Maranhão  (mar) curta metragem internacional espírita Solitude - Direção Cleiton Freitas e Rafael Vargas  (jun) 2ª mostra de curtas espíritas da Comunhão espírita de Brasília  Documentário Repacificar - direção Rafael Vargas
- ano 2019  (jun) Filme: Kardec (direção: Wagner de Assis)  (jun) filme Divaldo, o mensageiro da Paz (direção: Cloves Nunes)  TV Brasil exibe alguns documentários espíritas: Repacificar e Feliz Idade  Curta Reprogramando - direção: Marcelo Niees
- ano 2020  (mar) Lançamento do curta-metragem De repente, tudo passa! (direção: Cleiton Freitas)  (jun) Documentário em busca de Kardec na TV Prime Box - direção: Karim A.Soumaïla.  (mar a período atual) diversas lives durante a pandemia sobre a temática do cinema e espiritismo ou o audiovisual  Pedro Vê Gente Morta - Direção Paulo
- ano 2021  (set) 1ª Mostra Audiovisual da Federação Espírita de Sergipe  (out) 1º Mostra Audiovisual da Federação Espírita de Florianópolis/SC  (set) Documentário Eurípedes Barsanulfo e a Evangelização de Espíritos - direção Cleiton Freitas (DF)  (out) Curta Sob a Luz da Verdade - direção: Vinicius luih e Italo Miranda(PA)  Curta Treze razões para vc ficar - FEP/Direção Momento Espírita filmes

## Séries de TV[7]
- The Dead Zone (2001), produzida pela Lionsgate Television e pela CBS Paramount Network Television, tem como temas principais os fenômenos paranormais experiência de quase-morte, psicometria, premonição e retrocognição. A série é baseada no livro homônimo escrito por Stephen King e no filme homônimo dirigido por David Cronenberg.

- Medium (2005), produzida pela NBC, em que a personagem principal utiliza sua mediunidade como auxilio a um promotor público na resolução de crimes. A série é baseada na vida da médium norte-americana Allison DuBois, principalmente em sua obra "Don't Kiss Them Good-Bye".[8]

- Ghost Whisperer (2005), produzida pela CBS, em que a personagem principal - uma médium - auxilia espíritos com "assuntos inacabados" a "fazer a travessia" para a "luz". A série é baseada nas atividades do médium norte-americano James van Praagh, um dos seus produtores.

- A Cura (2010), microssérie exibida e produzida pela Rede Globo, retrata o ator protagonista Selton Mello no papel de um médium de cura que exerce cirurgias espirituais.[9]

- A Gifted Man (2011), produzida pela CBS, em que um renomado médico cirurgião tenta mudar sua personalidade após passar a interagir com o espírito de sua falecida ex-esposa.[10]

## Telenovelas
- "Somos Todos Irmãos" (1966), produzida pela extinta TV Tupi e inspirada no romance espírita A Vingança do Judeu, psicografado pela médium russa Vera Kryzhanovskaia.
- "Era Preciso Voltar" (1969) produzida pela Band, uma jovem atormentada por influências espirituais é misteriosamente transportada para 1930.

- "A Viagem" (1975), produzida pela extinta TV Tupi e inspirada nos romances espíritas Nosso Lar e E a Vida Continua..., desenvolveu uma trama complexa abordando os conceitos de mediunidade, morte, obsessão espiritual, reencarnação, e outros. Conheceu um "remake" pela TV Globo em 1994 (ver A Viagem (1994).[11]

- "O Profeta" (1977), produzida pela extinta TV Tupi, e que também conheceu "remake" pela TV Globo (ver O Profeta (2006)), mostra o personagem principal como um médium, capaz inclusive de predizer o futuro.[12]

- "Anjo de Mim" (1996), produzida pela TV Globo, buscou mostrar a reencarnação e a terapia de vidas passadas por uma ótica espírita.[11]

- "Alma Gêmea" (2005), produzida pela TV Globo, narra a história de um casal cuja relação amorosa atravessou reencarnações.[12]

- "Escrito nas Estrelas" (2010), produzida pela TV Globo, apresenta muitos temas espíritas, tais como a reencarnação, a evolução dos espíritos e a mediunidade.[13]

- "Amor Eterno Amor" (2012), produzida pela TV Globo, apresenta forte presença do Espiritismo, com inúmeras cenas retratando práticas mediúnicas.[14]
- "Alto Astral" (2014), produzida pela TV Globo, apresenta uma história sobre mediunidade, reencarnação e guias espirituais.
- "Além do Tempo" (2015), produzida pela TV Globo, apresenta temas espíritas, como reencarnação.
- "Espelho da Vida" (2018),  novela da rede Globo. a personagem principal ultrapassa as barreiras do tempo e espaço para reviver uma vida passada.

## Musical
Ghost, O Musical é um musical com libreto e roteiro de Bruce Joel Rubin e letra e música de Dave Stewart e Glen Ballard.
Baseado no filme homônimo de 1990, o musical teve sua estréia mundial no Manchester Opera House em Manchester, Inglaterra, em março de 2011. Em seguida estreou em West End de Londres, Inglaterra, no verão de 2011, em 19 de julho, com temporada encerrada em outubro de 2012.
A estréia na Broadway em Nova York, Estados Unidos da América, ocorreu em abril de 2012, sendo a temporada encerrada em 18 de agosto de 2012.
O musical está em turnê no Reino Unido e nos Estados Unidos em 2013.
Em 2014 o musical ganhará montagem no Brasil.
Fatos
2007, Criação da Associação Brasileira de Artistas Espíritas, Abrarte
2009, Lançamento do Núcleo de Audiovisual Espírita (NAVE), Goiânia (GO). com o objetivo produzir materiais audiovisuais com temática espírita, incentivar a criação de grupos com este interesse, e promover mostras de vídeos com temática espírita.
2011, 1º Festival de Cinema Transcendental, em Brasília, coordenação de Lucas de Pádua
2016, Lançamento do Programa Arte Espírita na FEBTV e do site www.artespirita.com.br para divulgação da Arte audiovisual.